# Mwisumo (vattendrag i Kirundo)
Mwisumo är ett vattendrag i Burundi.   Det ligger i provinsen Kirundo, i den norra delen av landet, 110 km nordost om huvudstaden Bujumbura.
Omgivningarna runt Mwisumo är en mosaik av jordbruksmark och naturlig växtlighet. Runt Mwisumo är det tätbefolkat, med 356 invånare per kvadratkilometer.